# 湯姆·普萊斯 (演員)
湯姆·普萊斯（Tom Price，1980年7月12日—）是英國的一位演員、配音演員和喜劇演員，出生在威爾斯蒙茅斯。他的妻子是製作人Beth Morrey。他也主持廣播節目。